# Saschiz
Saschiz é uma comuna romena localizada no distrito de Mureș, na região histórica da Transilvânia. A comuna possui uma área de 98.21 km² e sua população era de 2080 habitantes segundo o censo de 2007.
Localiza-se a 20 km de Sighisoara e a 100 km de Brasov. 

## Património
- Igreja Fortificada (século XV) - sítio de Património Mundial da UNESCO, é dedicado a Santo Estêvão.
- Torre do Relógio - monumento medieval